# Fanerogame parassite
Le fanerogame parassite sono piante fanerogame che vivono a spese di altre piante e si possono distinguere in due categorie: parzialmente parassite e interamente parassite. Le fanerogame parzialmente parassite hanno sia foglie verdi che radici (come le piante dei generi Melampyrum e Rhinanthus) oppure soltanto foglie verdi come il vischio (Viscum album), in cui le radici si sono trasformate in austori che penetrano nei tessuti della pianta ospite. Le fanerogame interamente parassite non possiedono né radici né foglie verdi, come le piante dei generi Cuscuta e Orobanche. Le cuscute attaccano diverse piante coltivate (soprattutto erba medica, trifoglio e barbabietola), mentre le orobanche colpiscono soprattutto le leguminose.